# Čepičkův vrch a údolí Hodonínky
Čepičkův vrch a údolí Hodonínky este o arie protejată (arie specială de conservare — SAC, sit de importanță comunitară — SCI) din Republica Cehă întinsă pe o suprafață de 187,44 ha, integral pe uscat.

## Localizare
Centrul sitului Čepičkův vrch a údolí Hodonínky este situat la coordonatele 49°29′43″N 16°22′24″E / 49.495278°N 16.373333°E.

## Înființare
Situl Čepičkův vrch a údolí Hodonínky a fost declarat sit de importanță comunitară în noiembrie 2009 pentru a proteja un număr necunoscut de specii din flora spontană și fauna sălbatică aflate în arealul zonei. Situl a fost protejat și ca arie specială de conservare în decembrie 2018.

## Biodiversitate
Situată în ecoregiunea continentală, aria protejată conține 2 habitate naturale: Pante stâncoase silicioase cu vegetație casmofită, Păduri pe pante, grohotișuri și ravene de Tilio-Acerion.
La baza desemnării sitului se află un număr nedeclarat de specii protejate.